# Lecane marchantaria
Lecane marchantaria är en hjuldjursart som beskrevs av Koste och Robertson 1983. Lecane marchantaria ingår i släktet Lecane och familjen Lecanidae. Inga underarter finns listade i Catalogue of Life.